# Did Marco Polo go to China?
Did Marco Polo go to China? est un ouvrage écrit par Frances Wood, directrice du département de sinologie à la British Library en 1995. Dans cet ouvrage, elle s'interroge sur la véracité du séjour de Marco Polo en Chine. Ses arguments ayant été démontés par la communauté des historiens, elle s'est par la suite rétractée.

## Arguments et contre-arguments
Une grande partie de son argumentation est construite sur des particularités chinoises qui auraient dû surprendre le voyageur vénitien alors que celui-ci n'en fait aucune mention dans sa relation de voyage ; ainsi il ne parle pas de la Grande Muraille de Chine, de l'imprimerie et de la calligraphie, du billet de banque, de l'importance du porc dans l'alimentation, de la pêche au cormoran, de l'écriture idéographique, de l'usage courant du thé ou des baguettes, des pieds déformés des femmes, alors qu'il disserte sur les diverses variétés de vin chinois, de palais aux toits d'or (n'existant qu'au Japon), du charbon et du papier monnaie. De plus, alors qu'il prétend avoir occupé le poste de gouverneur de la ville de Yangzhou, il n'est cité dans aucune chronique chinoise.
Pour Frances Wood, Marco Polo serait resté en Perse ou dans la région de la mer Noire où se trouvaient des établissements commerciaux fréquentés par les Polo. Là, il aurait bâti son récit à partir de plusieurs relations de voyage arabes ou perses destinées aux commerçants parcourant la Route de la soie qu'il trouva sur place et des descriptions fournies par des voyageurs.
De nombreux auteurs ont depuis réfuté cette thèse, notamment Igor de Rachewiltz (en). De même, le philologue Philippe Ménard juge « tout à fait irrecevables » « les suppositions malveillantes de Frances Wood mettant en doute la réalité du voyage de Marco Polo en Extrême-Orient. »
Les omissions s'expliquent par les choix qu'a faits Marco ou par les circonstances : il n'a pas bu de thé vert car il vivait avec les Mongols, les maîtres de la Chine, qui avalaient leur breuvage avec du lait. Quant aux femmes chinoises et leurs petits pieds, elles demeuraient cloîtrées. On ne les voyait jamais dans la rue...
En outre, l'hypothèse de Frances Wood se heurte à plusieurs arguments :
- La chronique vénitienne signale des traces matérielles du voyage de la famille Polo : allusion à des serviteurs « tartares » dans son testament, deux plaques en or ramenées de l'Empire mongol.

- Vu la fréquence des voyages des commerçants vénitiens dans la région, on imagine mal que trois représentants d'une famille aussi connue que les Polo aient pu séjourner de 1271 à 1295 dans un comptoir (non compris le premier voyage du père et de l'oncle de Marco, avant celui où il les a accompagnés) sans que leurs compatriotes l'aient su. Ils se seraient aperçus de la supercherie lorsque les Polo auraient prétendu avoir passé tout ce temps en Chine.

- Certaines omissions s'expliquent facilement : l'imprimerie et de la calligraphie étaient le domaine des mandarins auquel n'avait pas accès Marco Polo qui, en tant qu'enquêteur-messager de Kūbilaï Khan, était plus au fait des coutumes mongoles, l'usage des baguettes n'était pas généralisé, la Grande Muraille était en grande partie écroulée.

- Les travaux du sinologue Hans Ulrich Vogel ont également réfuté la thèse de Wood et établi de façon convaincante la réalité du voyage de Marco Polo[4].

- Ne serait-ce que le récit de M. Polo d'une tentative de coup d'État à Pékin en 1282 publié par Ramusio (son ch. II,8) prouve que son auteur était au courant de multiples informations sensibles couvertes par le secret d'État[5].

En revanche, certaines inexactitudes ou certains « embellissements » du récit de Marco Polo pourraient être dus à l'influence de son coauteur. En effet le Livre de Marco Polo a été rédigé en cellule à Gênes. Pris dans une bataille, Marco a dicté ses mémoires à son codétenu, Rustichello qui était un écrivain professionnel pisan, prisonnier, lui, depuis une guerre entre Gênes et Pise, et célèbre pour sa compilation des récits des chevaliers de la Table ronde en 1271.